# Science World (Vancouver)
Pour les articles homonymes, voir Science World.
Science World at Telus World of Science, Vancouver est un musée scientifique sans but lucratif situé dans la ville de Vancouver, en Colombie-Britannique, au Canada. Se trouvant au bout de False Creek, le musée présente plusieurs expositions permanentes ainsi que temporaires.
Le Science World maintient également plusieurs activités dans la province à des endroits tels le Aberdeen Centre (en) de Richmond, ainsi qu'à des endroits plus reculés tels Haida Gwaii et Ladysmith. Les objectifs de ces activités de l'organisme sont de donner accès à des ateliers et présentations scientifiques qui seraient autrement inaccessibles aux communautés visitées et de créer un certain engouement pour la science et la technologie chez les jeunes,.

## Histoire
En 1977, Barbara Brink tient une exposition mobile dans le Lower Mainland connue sous le nom de Extended I. Plus tard, le 15 janvier 1982, le Arts, Sciences & Technology Centre ouvre ses portes à downtown Vancouver. Il attire 600 000 visiteurs. 400 000 autres personnes de la province bénéficient également de programmes de sensibilisation du centre.
Lorsque Vancouver est désignée pour recevoir l'Expo 86, un dôme géodésique inspiré par les travaux de Richard Buckminster Fuller est planifié par l'architecte en chef Bruno Freschi (en) afin de servir de centre de foire à l'Expo. La construction débute en 1984 et est complétée au début de 1985.
Après la fermeture des portes de l'Expo en octobre 1986, une campagne est lancée pour assurer la survie de l'édifice en y relocalisant le Arts, Sciences and Technology Centre afin de convertir le dôme en musée scientifique. À l'aide de fonds gouvernementaux, le dôme est acheté par la province et une vaste campagne de levée de fonds est lancée. Les paliers de gouvernements fédéral, provincial et municipal, ainsi que le District régional du Grand Vancouver, le secteur privé, des fondations et des personnes du public réunissent la somme de 19,1 millions de dollars canadiens afin de rénover l'Expo Centre, y fabriquer des exhibits et construire un agrandissement.
En 1988, en quatre mois, environ 310 000 personnes visitent le nouvel édifice. Un an plus tard, un théâtre OMNIMAX de 400 places est ouvert, agrandissant ainsi le théâtre IMAX 3-D construit lors de l'Expo 86.
En 1996, le centre est commandité par Alcan Inc.. Le théâtre OMNIMAX est renommé le Alcan OMNIMAX Theatre. Par la suite, la compagnie a décidé de commanditer de différente manières l'organisme et le théâtre est revenu à son nom d'origine, le OMNIMAX.
En janvier 2005, après un don de 9 millions de dollars canadiens fait par la compagnie Telus, l'édifice est renommé Telusphere. Le nouveau nom est mal reçu et est changé en Telus World of Science au cours de l'été 2005, faisant écho aux autres Telus World of Science situés à Calgary et Edmonton.
Au cours des Jeux olympiques d'hiver de 2010, le Science World présente Sochi World, faisant référence à la Russie, hôte des Jeux olympiques d'hiver de 2014. Le centre ferme ses portes à la mi-janvier pour faciliter la transformation, puis rouvre en mars 2010.
Après les olympiques, le musée est rénové. L'intérieur est terminé à la mi-2012 et le Ken Spencer Science Park ouvre à la fin de l'année.
En juin 2014, le Science Center est le siège d'une fusillade après qu'un tireur s'y soit réfugié. En août de la même année, une campagne télévisée du centre présentant des images de violence cause polémique et est retirée des ondes pour être plutôt lancée sur Internet.